# Vindön
Vindön is een plaats en schiereiland in het noordelijke deel van de gemeente Orust in het landschap Bohuslän en de provincie Västra Götalands län in Zweden. De plaats heeft 95 inwoners (2005) en een oppervlakte van 22 hectare.
Het schiereiland was oorspronkelijk een eiland, maar het is sinds lange tijd verbonden met het eiland Orust via een landengte in het zuiden. In het noorden wordt het eiland van het vasteland gescheiden door de Nötesund.

## Verkeer en vervoer
Bij de plaats loopt de Länsväg 160.
Vroeger had Vindön een veerverbinding met Sundsandvik op het vasteland, deze veerverbinding werd in 1966 vervangen door de Nötesundbrug, door deze brug kreeg het eiland Orust ook via het noorden een verbinding via een brug met het vasteland.